# Ирина Комнина (дъщеря на Андроник I Комнин)
Ирина Комнина (на гръцки: Eιρήνη Κομνηνή) е византийска принцеса, незаконна дъщеря на византийския император Андроник I Комнин.
Ирина е родена през 1171 г. като незаконна дъщеря на Андроник Комнин, бъдещ император на Византия, и на бившата йерусалимска кралица и негова братовчедка Теодора Комнина. Според едно мнение, Ирина е родена в Харан, Сирия, където според хрониката на патриарх Михаил Сирийски Теодора родила първото си дете от Андроник. Според гръцкият изследовател Константинос Варзос обаче Ирина е родена в Грузия. През 1178/79 г. Ирина попада в Константинопол, след като тя, майка ѝ и брат ѝ Алексий са заловени от трапезундския дука Никифор Палеолог, който ги изпратил на императора.
През 1182 г. бащата на Ирина отстранява от власт регентите на малолетния император Алексий II Комнин и застава начело на управлението, първоначално като съимператор, а от 1183 г. и като самовластен император, установявайки кървав режим на управление.
През октомври 1183 г. Андроник I Комнин решава да омъжи дванадесетгодишната Ирина за младия севастократор Алексий Комнин – незаконен син на император Мануил I Комнин от любовницата му Теодора. Бракът им обаче бил неканоночен поради близкото родство между Ирина и Алексий и срещу него се обявил патриарх Теодосий I Ворадиот. Поради тази причина двамата са венчани, след като патриархът бил принуден да се отрече от престола си и бил заменен от Василий II Каматир, който веднага изпълнил желанието на Андроник I и дал разрешение за брака на дъщеря му.
През 1184 г. съпругът на Ирина е арестуван, ослепен и заточен по заповед на баща ѝ заради участието му в заговор срещу Андроник I. На дъщеря си императорът забранил да жали за предателя и я посъветвал да обърне любовта си към Алексий в истинска омраза. Ирина обаче обичала съпруга си, не намерила сили да се отрече от любовта си и не се подчинала на заповедта на баща си: както подобавало, тя оплакала съдбата на Алексий и се явила пред баща си облечена в черно и с отрязани коси. Заради това Андроник I заповядал да я отстранят от погледа му и я лишил занапред от присъствието си.
Ирина никога повече не видяла съпруга си – постригала се за монахиня и постъпила в манастир, където завършила дните си.